# 哈拉卡 (报纸)

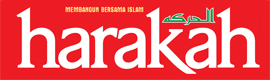
《哈拉卡》

《哈拉卡》是马来西亚伊斯兰党于1987年创办的一份报纸，拥有马来文、英文和爪夷文3种语言。
2003年6月16日，《哈拉卡》刊登了两部有关首相马哈迪·莫哈末的漫画，并描绘他长着猪一样的鼻子，引起多名政府国会议员抗议，包括政府支持者俱乐部（BBC）也要求内政部审查《哈拉卡》的许可证。在引起巨大争议后，该报于6月17日公开道歉。马哈迪同时表示不会撤销《哈拉卡》的许可证。
2013年5月23日，内政部以不符出版及印刷法令为由扣查民联三党喉舌报章 ，其中包括《哈拉卡》。该扣查令《哈拉卡》在短短2周内骤降1万7000份，随之也造成约2万5200令吉的损失。